# Sèrie GeForce 16
La sèrie GeForce 16 és una sèrie d'unitats de processament gràfic desenvolupades per Nvidia, basades en la microarquitectura Turing, anunciada el febrer de 2019. La sèrie 16, comercialitzada en el mateix període que la sèrie 20, pretén cobrir el mercat d'entrada a gamma mitjana, no abordat per aquest últim. Com a resultat, els mitjans l'han comparat principalment amb la sèrie de GPU Radeon RX 500 d'AMD.

## Arquitectura
La sèrie GeForce 16 es basa en la mateixa arquitectura de Turing que s'utilitza a la sèrie GeForce 20, ometent els nuclis Tensor (AI) i RT (traçament de raigs) exclusius de la sèrie 20. La sèrie 16, però, conserva els nuclis enters dedicats utilitzats per a l'execució simultània d'operacions d'enter i de coma flotant. El 18 de març de 2019, Nvidia va anunciar que mitjançant una actualització de controladors a l'abril de 2019 habilitarien DirectX Raytracing a les targetes de la sèrie 16 a partir de la GTX 1660, juntament amb algunes targetes de la sèrie 10, una característica reservada a la sèrie RTX fins a aquest moment.

## Productes
La sèrie GeForce 16 es va llançar el 23 de febrer de 2019 amb l'anunci de la GeForce GTX 1660 Ti. Les targetes tenen una interfície PCIe 3.0 x16, que les connecta a la CPU, produïda amb procés 12 nm FinFET de TSMC. El 22 d'abril de 2019, coincidint amb l'anunci de la GTX 1650, Nvidia va anunciar ordinadors portàtils equipats amb chipsets GTX 1650 integrats. TU117 no és compatible amb Nvidia Optical Flow, que és útil per al programari d'interpolació de moviment. Totes les GPU TU117 utilitzen el codificador NVENC de Volta (que té una millora lleugerament millor respecte a Pascal) en lloc del de Turing.